# 青年訓練所
青年訓練所（せいねんくんれんじょ）は、1926年（大正15年）から1935年（昭和10年）にかけての日本に存在した教育機関である。男子青年に軍事教練その他を施すことを目的とした。

## 沿革
1926年（大正15年）、勅令青年訓練所令および青年訓練所規程によって設置された 。中等以上の学校に入学しない青少年の心身を訓練し、国体観念を習得させ、臣民としての資質を向上させるというのが事実上の目的であった。
市町村、市町村学校組合および町村学校組合ほか、私人がこれを設置し、地方長官が監督した。その設置、廃止、訓練課程、その他必要な事項は文部大臣が定めた。公立青年訓練所は実業補習学校または旧制小学校に併置されるのが例であるが、ほかに工場、鉱山、会社、商店などの私人団体でも地方長官の認可を得て設置することができた。職員は主事および指導員が置かれ、公立青年訓練所の主事および指導員には実業補習学校長または小学校の教員、在籍軍人その他適当な者に地方長官が嘱託し、私立青年訓練所の主事および指導員は設立者が地方長官の認可を得て定めた。初年度には全国に1万5,580校が開校され、生徒数は89万1,550人であった。
1935年（昭和10年）に、実業補習学校と統合する形で、青年学校へと発展的に解消した。その理由としては、教育内容が似通い、しかも生徒の約半数が二重学籍を有するなど重複が目立ったためであった。

## 教育内容
期間は4箇年で、16歳から20歳までの男子を入所させた。
第1年度の入所は4月1日であり、入所資格者はその年3月31日に16歳以上17歳未満の者であるが、特別な事情のある者は17歳以上でも入所することができた。
訓練は4箇年間に、修身および公民科100時間、教練400時間、普通科200時間、職業科100時間、つまり全期間を通じて800時間で修了である。
青年訓練所における教練査閲は、教練の進歩発達のためおよび修了者が兵役に関する資格を備えるか否かを考察するために行なわれた。
査閲官は、師団長が部下将校から命じる。
2箇年に少なくとも1回行なわれるのが例である。
青年訓練所または兵役法施行令でこれと同等以上と認定された訓練を修了し、修了証または証明書を有する者は、現役歩兵として歩兵聯隊に入営し、中隊長が行なう検定試験に合格し、成績の良好な者は在営期間を6か月短縮された。